# Metoxid de potasiu
Metoxidul de potasiu sau metilatul de potasiu este un compus organic cu formula chimică CH3OK. Este o bază puternică.

## Obținere și proprietăți
Metoxidul de potasiu este obținut în urma reacției dintre metanol absolut și potasiu metalic:
{\displaystyle {\ce {2 K + 2 CH3OH -> 2 CH3OK + H2}}}
În contact cu apa, substanța pură suferă reacție de hidroliză, foarte violent, dând metanol și hidroxid de potasiu:
{\displaystyle {\ce {CH3OK + H2O -> CH3OH + KOH}}}
Compusul este un solid inflamabil cu o temperatură de autoaprindere de 70 °C.